# Hinteres Fiescherhorn
Das Hintere Fiescherhorn (früher Hinter Fiescherhorn genannt) ist ein Viertausender mit einer Höhe von 4025 m ü. M. in den Berner Alpen in der Schweiz. Er liegt in der Gruppe der Fiescherhörner, zu denen auch das Grosse und das Kleine Fiescherhorn gezählt werden. Im Unterschied zu diesen beiden Gipfeln liegt das Hintere Fiescherhorn abseits des Hauptkamms der Berner Alpen gänzlich im Kanton Wallis auf dem Gebiet der Gemeinde Fieschertal. Der Name des Bergs erklärt sich dadurch, dass der Berg von Norden betrachtet hinter dem Grossen Fiescherhorn liegt und durch dieses verdeckt wird.

## Geographie
Das Hintere Fiescherhorn liegt ungefähr 700 m südöstlich des Grossen Fiescherhorns und ist mit diesem über eine hohe Scharte namens Fieschersattel (3923 m) verbunden. Südlich trennt die Kleine Grünhornlücke (3740 m) die Fiescherhörner vom Grossen Grünhorn (4043 m, 1,8 km entfernt) und seinen Nebengipfeln. Von diesem Südgrat zweigt bei P.  3981 m ein weiterer, weniger ausgeprägter Grat nach Südwestrippe zum Ewigschneefäld ab.
Unmittelbar nördlich bis nordwestlich des Gipfels liegt zwischen den drei Fiescherhörnern eine relativ flache vergletscherte Mulde des obersten Teil des Walliser Fiescherfirns, der zum Gletschersystem des Fieschergletschers zählt. Nach Osten und Südosten hingegen fällt das Gelände über mehrere hundert Meter sehr steil zu eben genanntem Gletscher ab. Die gesamte Westseite des Bergs ist stark vergletschert, nur in den obersten Bereichen eisfrei und gehört als Ewigschneefäld zum System des Aletschgletschers. Damit entspringen Teilgletscher der zwei längsten Alpengletscher unmittelbar im Gipfelbereich des Hinteren Fiescherhorns.
Die nächste grössere Siedlung ist das 9 km entfernte Grindelwald im Norden. Das Jungfraujoch liegt 6,5 km westlich, das Finsteraarhorn 4,6 km östlich.

## Alpinismus
Obwohl sich das Hintere Fiescherhorn nur unbedeutend aus der verfirnten Hochebene zwischen den Fiescherhörnern erhebt, gilt es als eigenständiger Viertausender und wird dadurch oft besucht. Die Anstiege führen von der Finsteraarhornhütte über den Walliser Fiescherfirn von Norden her (WS+) oder von der Mönchsjochhütte oder der Konkordiahütte über den Fieschersattel zum Gipfel (ZS−), wobei die Anstiege bis zu diesem Sattel der Normalroute zum Grossen Fiescherhorn entsprechen. Im Winter kann der Berg auch als Skitour bestiegen werden. Die Normalroute führt dabei wieder von der Finsteraarhornhütte über den Walliser Fiescherfirn (WS) oder vom Jungfraujoch bzw. der Mönchsjochhütte über den Fieschersattel (WS+) auf den Gipfel. Etwas anspruchsvoller ist der Anstieg von der Konkordiahütte über die Südwestrippe, P. 3891 m und den Südgrat (ZS−).

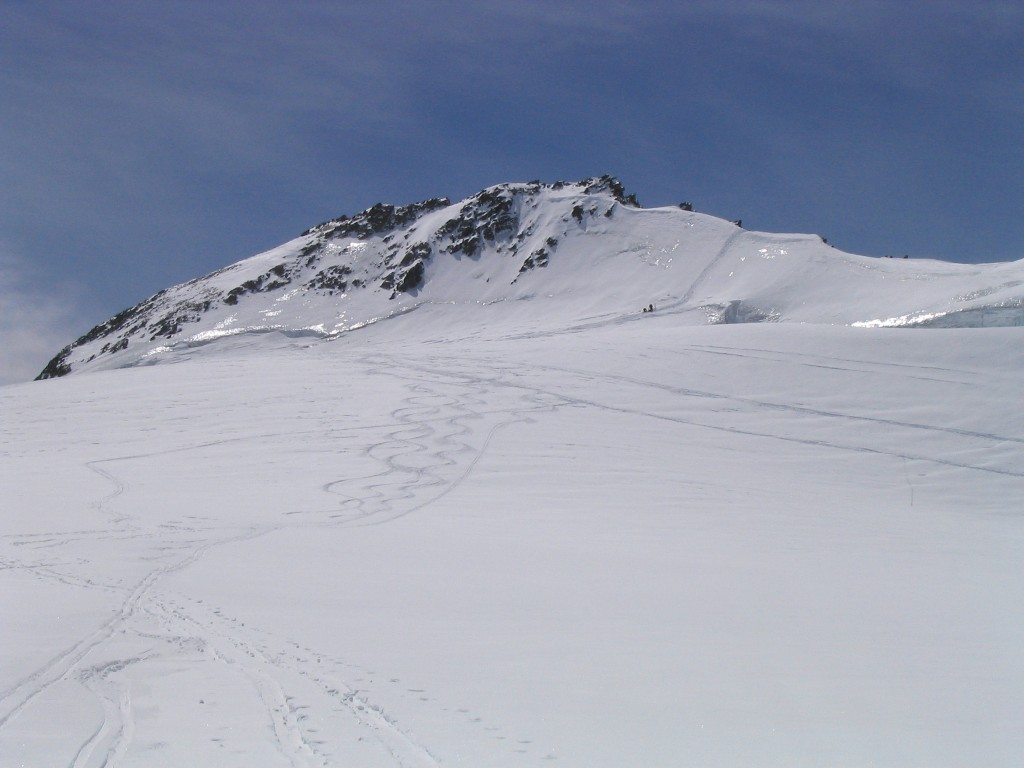
Gipfelaufbau des Hinter Fiescherhorns von Nordost
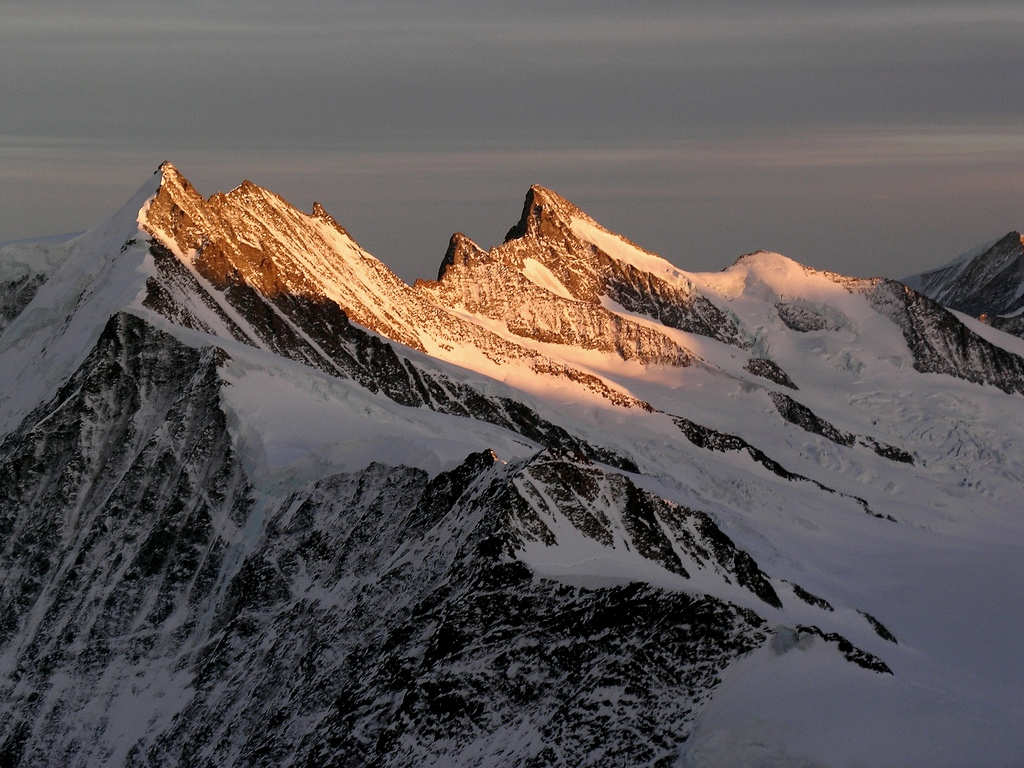
Gross und Hinter Fiescherhorn, Klein und Gross Grünhorn (v.l.n.r)